# Nicolas Froment

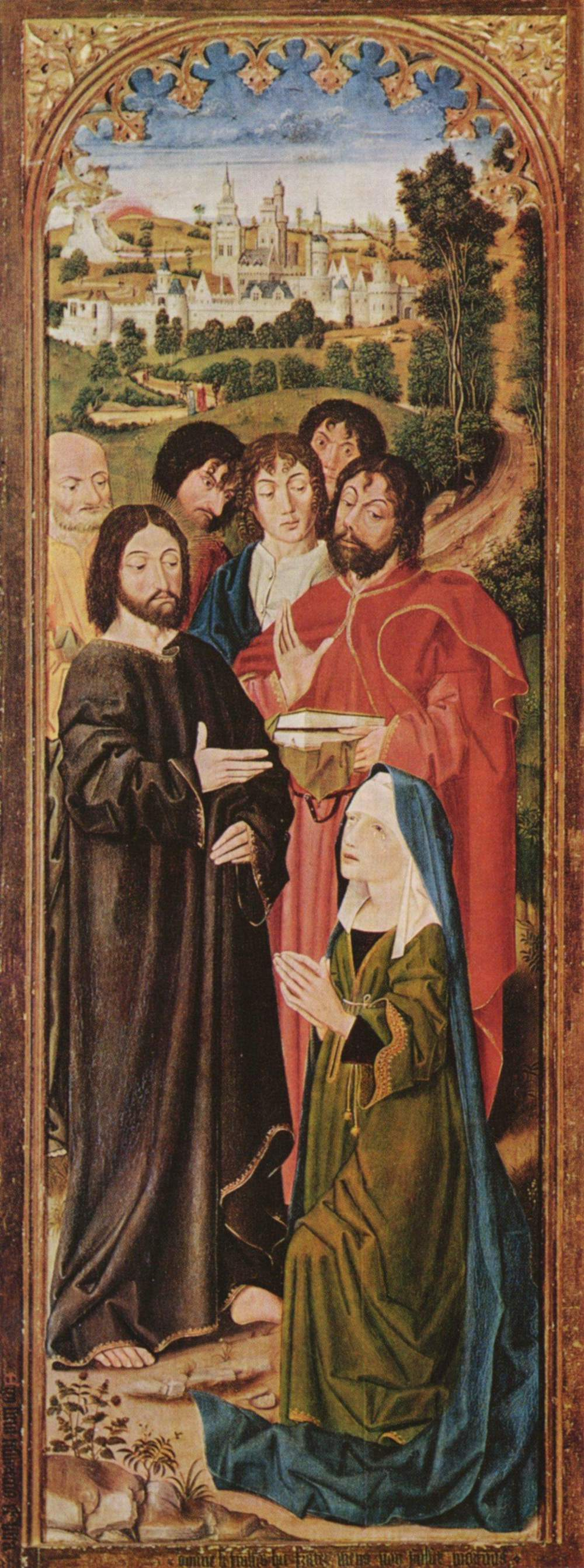
Cristo e Santa Marta
in: Resurrezione di Lazzaro, pannello di sinistra

Nicolas Froment (Uzès, 1430? – Avignone, 1486) è stato un pittore francese.

## Storia e descrizione
Dapprima al lavoro a Firenze e poi nella corte di Renato d'Angiò, lo si ritrova in attività ad Avignone dal 1468. Fu uno dei pittori più rappresentativi della Scuola di Avignone. Fu influenzato dalla scuola fiamminga.
Le sue opere più famose sono il trittico del Roveto Ardente, commissionato da Renato d'Angiò per la cattedrale di Aix-en-Provence, opera con la quale raggiunse una piena maturità manifestando una monumentalità e una esemplare semplificazione di piani con cui descrive il re e la regina stilizzandone i tratti e le caratteristiche psicologiche, e il trittico della Resurrezione di Lazzaro (1461), ora agli Uffizi di Firenze, opera altamente espressionistica, ma con le figure del donatore e degli accoliti ci riporta alla grande ritrattistica provenzale e alcuni particolare dell'anta sinistra ad una prospettiva non più empirica ma impostata scientificamente alla maniera toscana.
Da ricordare anche la Legende de Saint Mitre (1465)  con motivi olandesi nella figura del boia e richiami provenzali nei panneggi angolosi del Santo giustiziato.
Riscoperto nel 1871 fu dapprima confuso con il fiammingo Jan van der Meire.

## Galleria di opere di Nicolas Froment

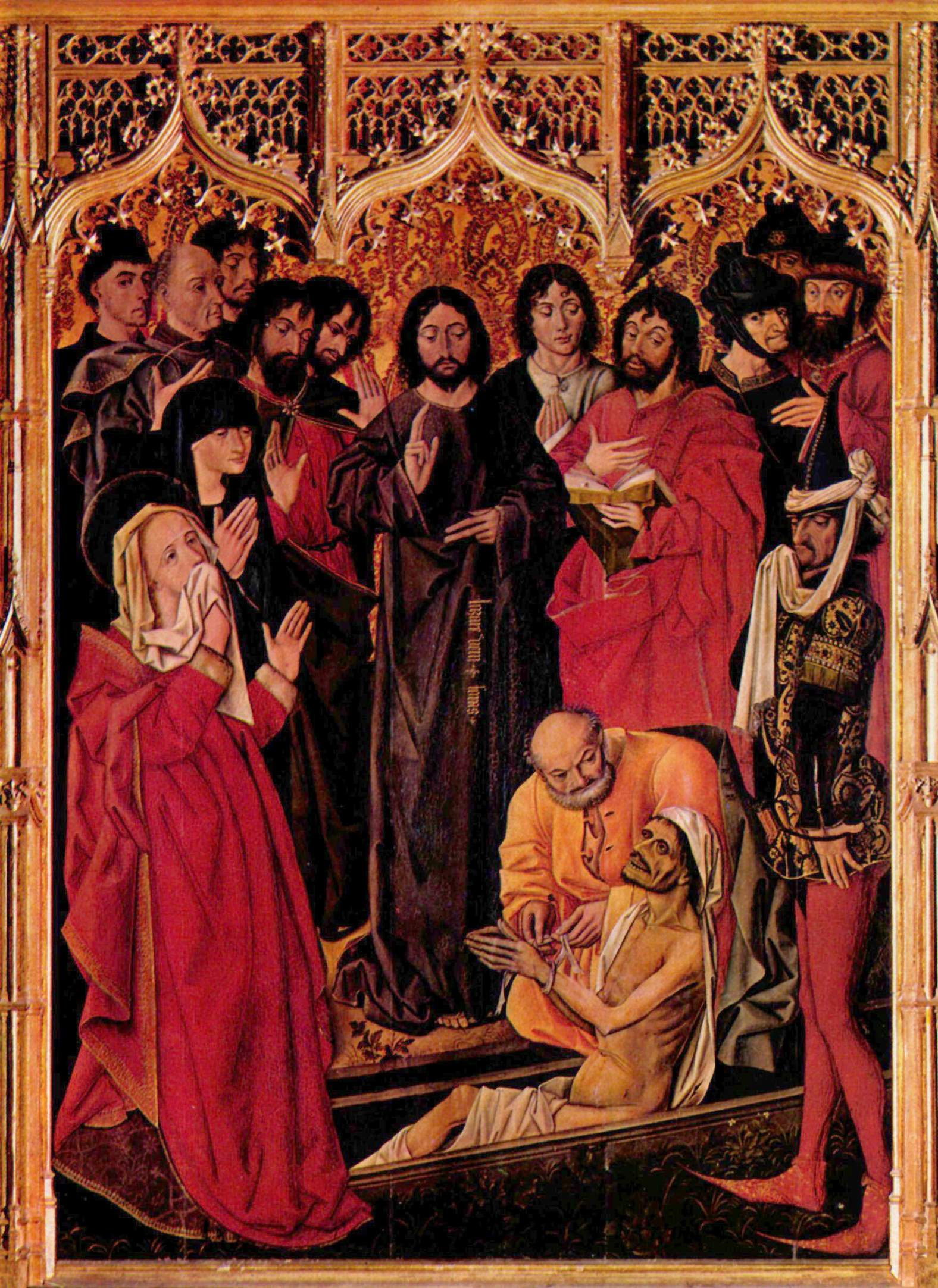
Pannello centrale del trittico Resurrezione di Lazzaro
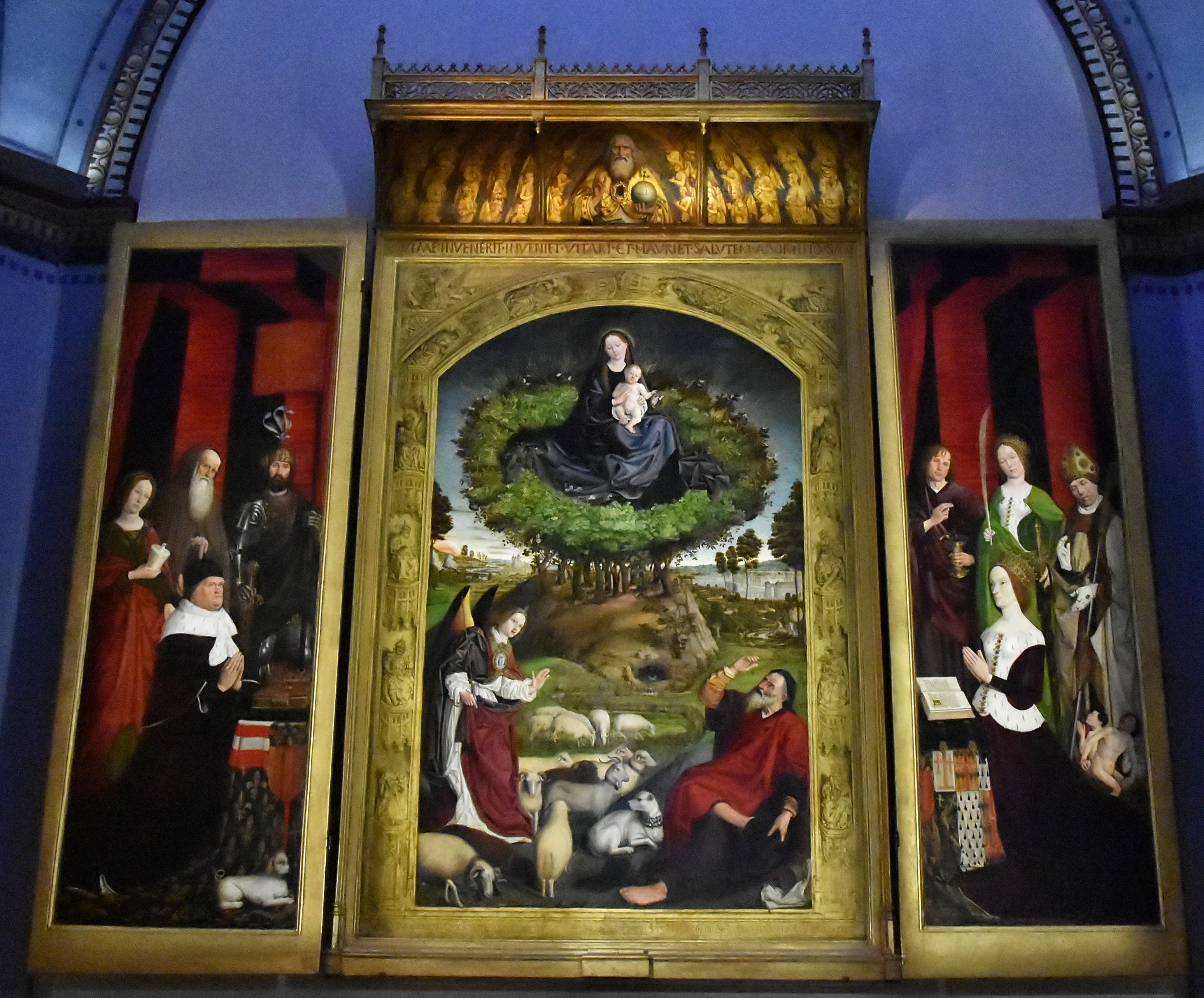
Trittico del roveto ardente
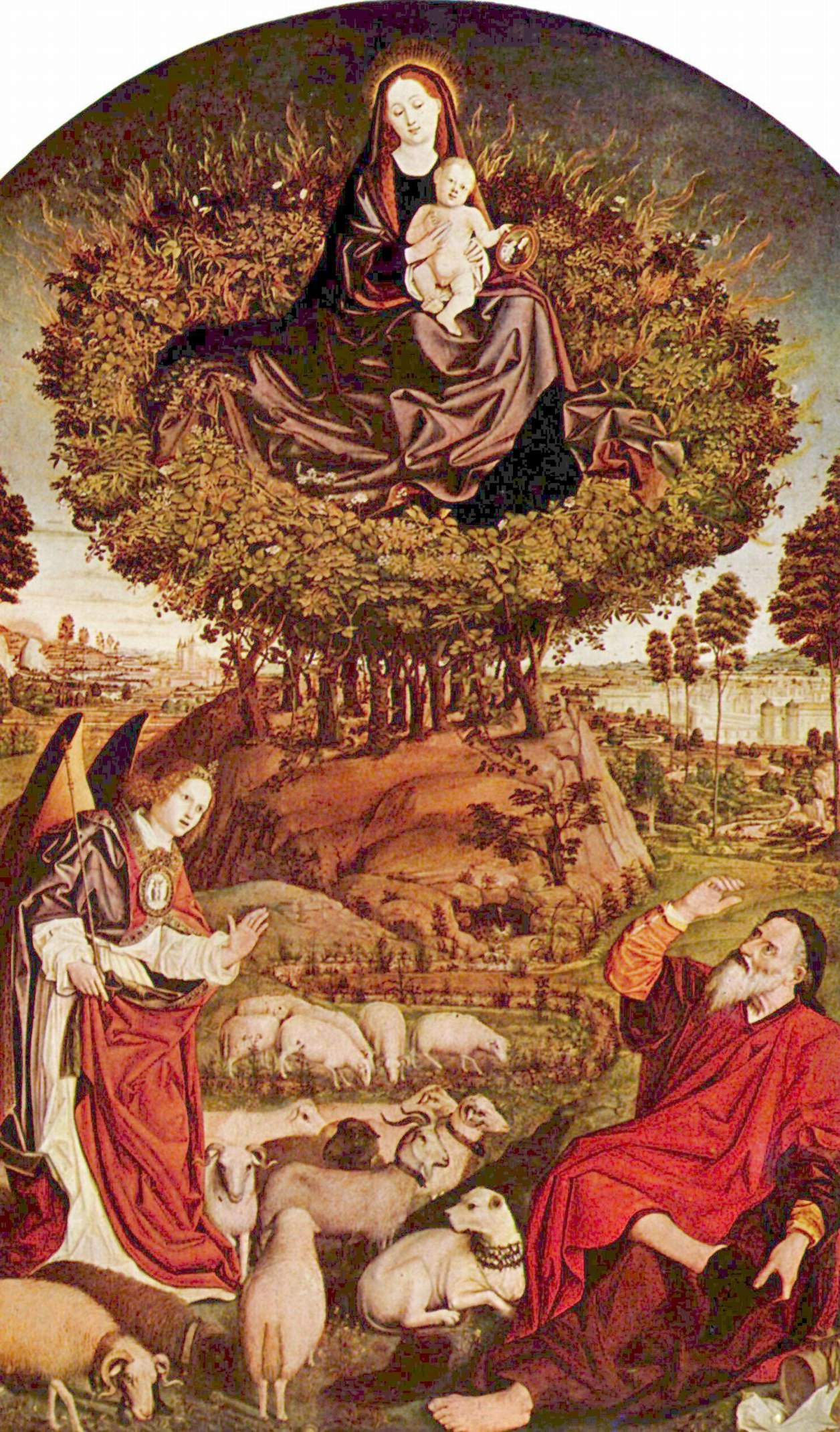
Pannello centrale del trittico roveto ardente
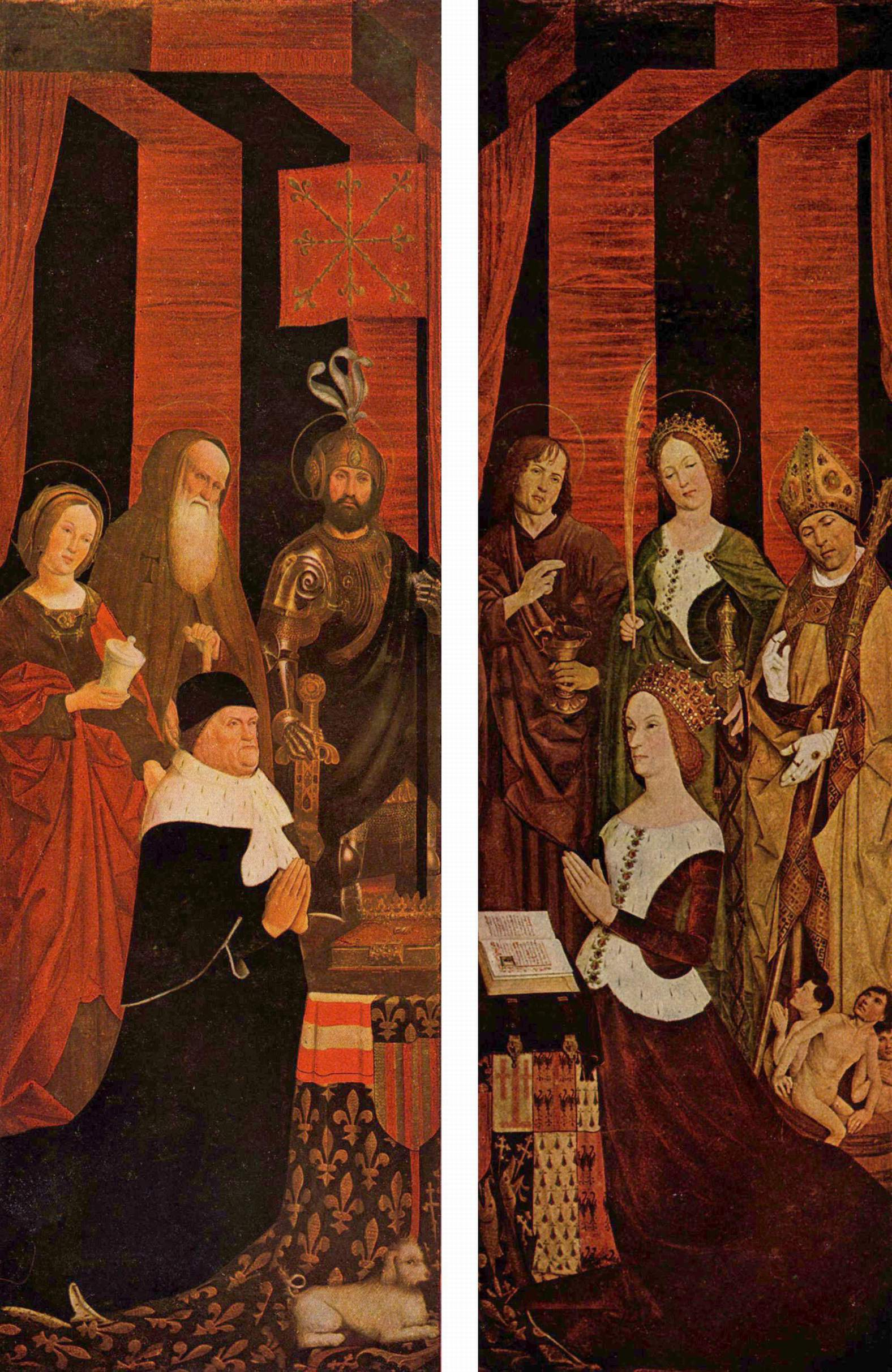
Pannelli laterali del trittico roveto ardente
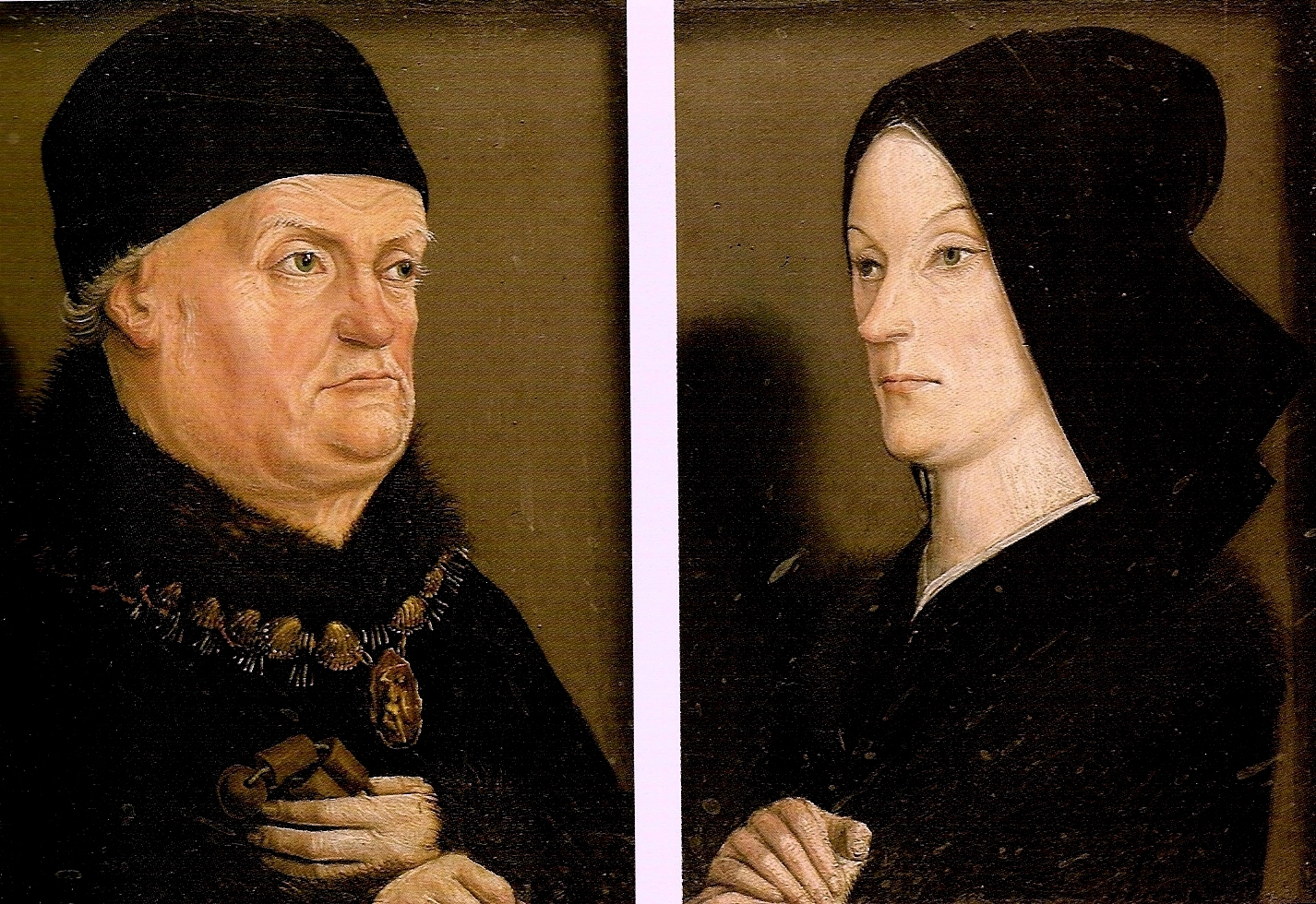
Dittico Matheron